# Zuienkerke
Zuienkerke là một đô thị ở tỉnh Tây Flanders, Bỉ. Đô thị này gồm các thị trấn Houtave, Meetkerke, Nieuwmunster và Zuienkerke proper. Tại thời điểm ngày 1 tháng 1 năm 2006, Zuienkerke có dân số  2.776 người. Tổng diện tích là 48.86 km² với mật độ dân số là 57 người trên mỗi km².